# Ежен Кар'єр
Ежен Кар'єр (фр. Eugène Carrière; 1849—1906) — французький художник і графік. Один з провідних художників-символістів Франції ХІХ століття. Кар'єр був близьким другом Огюста Родена, Поля Гогена і Поля Верлена, і часто відвідував літературний гурток символістів.

## Цитати
«У цю хвилину, настільки красива і настільки маленька, людина є господарем своєї долі. Він може забажати віднайти і власну природу, і відкрити образи своїх товаришів; може насолоджуватися знанням глибинних причин буття, а може просто насолоджуватися швидкоплинними моментами виступів. Втома і смуток мандрівників на неправильній дорозі говорять нам, що скрізь є страждання і смерть. Принаймні, наші страждання мають високу і щедру причину, бо це наша підготовка до світлого майбутнього. Поети мають відчуття справжнього шляху, вони знають невидимі реалії, які життя нам показує під час нашої праці.»
Тост Євгенія Каррієра (Eugène Carrière) на бенкеті «La Plume», 23 січня 1904 р.

## Вихованці
- Андре Дерен
- Анрі Матісс
- Жан Пуй (фр. Jean Puy)
- Октаві Чарльз Пол Сейіль (фр. Octavie Charles Paul Séailles)
- Валентин Вал (фр. Valentine Val)
- Луїса Відал і Пуг (фр. Lluïsa Vidal i Puig)

## Виставки
- Квітень-травень 1891: Персональна виставка «Париж, Буссонд» та «Галерея Валадон».
- 2006: виставка музею д'Орсе. Присвячена зв'язкам художника з Роденом.
- З 4 червня по 14 серпня 2006 року: виставка у Відомчому музеї школи Барбізон (Musée départemental de l'École de Barbizon) «Філософські та мистецькі обміни на ландшафтному мистецтві» до 100-річчя від смерті художника.
- 2013: Музей Шартрез Дуай (Musée de la Chartreuse de Douai), виставка робіт Ежен Кар'єр за допомогою пожертв Філіпа Деніса.